# Olympische Sommerspiele 2020/Kanu – Einer-Canadier 1000 m (Männer)
Das Kanu-Rennen der Männer mit dem Einer-Canadier über 1000 m bei Olympischen Spielen 2020 wurde vom 6. bis 7. August 2021 auf dem Sea Forest Waterway ausgetragen.

## Titelträger
| Olympiasieger | Sebastian Brendel | Rio de Janeiro 2016 |
| Weltmeister   | Isaquias Queiroz  | Szeged 2019         |

## Ergebnisse

### Vorlauf

#### Lauf 1
| Platz | Kanute            | Nation   | Zeit         | Bemerkung     |
| ----- | ----------------- | -------- | ------------ | ------------- |
| 1     | Cătălin Chirilă   | Rumänien | 4:05,617 min | Halbfinale    |
| 2     | José Ramón Pelier | Kuba     | 4:06,343 min | Halbfinale    |
| 3     | Zheng Pengfei     | China    | 4:10,115 min | Viertelfinale |
| 4     | Mateusz Kamiński  | Polen    | 4:11,202 min | Viertelfinale |
| 5     | Wiktor Melantjew  | ROC      | 4:14,004 min | Viertelfinale |
| 6     | Dániel Fejes      | Ungarn   | 4:34,000 min | Viertelfinale |
| 7     | Takanori Tōme     | Japan    | 4:37,208 min | Viertelfinale |

#### Lauf 2
| Platz | Kanute                   | Nation     | Zeit         | Bemerkung     |
| ----- | ------------------------ | ---------- | ------------ | ------------- |
| 1     | Isaquias Queiroz         | Brasilien  | 3:59,894 min | Halbfinale    |
| 2     | Liu Hao                  | China      | 4:06,914 min | Halbfinale    |
| 3     | Petr Fuksa Jr.           | Tschechien | 4:14,482 min | Viertelfinale |
| 4     | Pawlo Altuchow           | Ukraine    | 4:15,508 min | Viertelfinale |
| 5     | Sergei Jemeljanow        | Kasachstan | 4:16,039 min | Viertelfinale |
| 6     | Wiktor Głazunow          | Polen      | 4:25,996 min | Viertelfinale |
| 7     | Rudolph Berking-Williams | Samoa      | 5:19,538 min | Viertelfinale |

#### Lauf 3
| Platz | Kanute                    | Nation                | Zeit         | Bemerkung     |
| ----- | ------------------------- | --------------------- | ------------ | ------------- |
| 1     | Martin Fuksa              | Tschechien            | 4:01,620 min | Halbfinale    |
| 2     | Balázs Adolf              | Ungarn                | 4:01,665 min | Halbfinale    |
| 3     | Sebastian Brendel         | Deutschland           | 4:02,351 min | Viertelfinale |
| 4     | Jacky Godmann             | Brasilien             | 4:24,732 min | Viertelfinale |
| 5     | Roland Varga              | Kanada                | 4:49,250 min | Viertelfinale |
| 6     | Joaquim Lobo              | Mosambik              | 4:49,676 min | Viertelfinale |
| 7     | Roque Fernandes dos Ramos | São Tomé und Príncipe | 5:00,977 min | Viertelfinale |

#### Lauf 4
| Platz | Kanute                   | Nation                | Zeit         | Bemerkung     |
| ----- | ------------------------ | --------------------- | ------------ | ------------- |
| 1     | Serghei Tarnovschi       | Moldau                | 4:02,794 min | Halbfinale    |
| 2     | Adrien Bart              | Frankreich            | 4:03,771 min | Halbfinale    |
| 3     | Wladislaw Tschebotar     | ROC                   | 4:28,951 min | Viertelfinale |
| 4     | Cayetano García          | Spanien               | 4:34,418 min | Viertelfinale |
| 5     | Victor Mihalachi         | Rumänien              | 4:39,865 min | Viertelfinale |
| 6     | Buly da Conceição Triste | São Tomé und Príncipe | 4:57,659 min | Viertelfinale |

#### Lauf 5
| Platz | Kanute                 | Nation      | Zeit         | Bemerkung     |
| ----- | ---------------------- | ----------- | ------------ | ------------- |
| 1     | Fernando Jorge         | Kuba        | 4:04,378 min | Halbfinale    |
| 2     | Conrad-Robin Scheibner | Deutschland | 4:04,920 min | Halbfinale    |
| 3     | Connor Fitzpatrick     | Kanada      | 4:05,577 min | Viertelfinale |
| 4     | Jurij Wandjuk          | Ukraine     | 4:11,346 min | Viertelfinale |
| 5     | Pablo Martínez         | Spanien     | 4:21,729 min | Viertelfinale |
| 6     | Ghailene Khattali      | Tunesien    | 4:39,791 min | Viertelfinale |

### Viertelfinale

#### Lauf 1
| Platz | Kanute                   | Nation                | Zeit         | Bemerkung  |
| ----- | ------------------------ | --------------------- | ------------ | ---------- |
| 1     | Zheng Pengfei            | China                 | 4:05,502 min | Halbfinale |
| 2     | Pawlo Altuchow           | Ukraine               | 4:06,018 min | Halbfinale |
| 3     | Mateusz Kamiński         | Polen                 | 4:08,172 min |            |
| 4     | Sergei Jemeljanow        | Kasachstan            | 4:21,734 min |            |
| 5     | Dániel Fejes             | Ungarn                | 4:21,847 min |            |
| 6     | Roland Varga             | Kanada                | 4:28,174 min |            |
| 7     | Buly da Conceição Triste | São Tomé und Príncipe | 4:55,527 min |            |
|       | Rudolph Berking-Williams | Samoa                 | DNS          |            |

#### Lauf 2
| Platz | Kanute                    | Nation                | Zeit         | Bemerkung  |
| ----- | ------------------------- | --------------------- | ------------ | ---------- |
| 1     | Wiktor Głazunow           | Polen                 | 4:07,632 min | Halbfinale |
| 2     | Connor Fitzpatrick        | Kanada                | 4:09,622 min | Halbfinale |
| 3     | Wiktor Melantjew          | ROC                   | 4:11,095 min |            |
| 4     | Petr Fuksa Jr.            | Tschechien            | 4:14,476 min |            |
| 5     | Victor Mihalachi          | Rumänien              | 4:15,007 min |            |
| 6     | Jacky Godmann             | Brasilien             | 4:18,200 min |            |
| 7     | Ghailene Khattali         | Tunesien              | 4:35,417 min |            |
| 8     | Roque Fernandes dos Ramos | São Tomé und Príncipe | 5:10,506 min |            |

#### Lauf 3
| Platz | Kanute               | Nation      | Zeit         | Bemerkung  |
| ----- | -------------------- | ----------- | ------------ | ---------- |
| 1     | Sebastian Brendel    | Deutschland | 4:07,036 min | Halbfinale |
| 2     | Jurij Wandjuk        | Ukraine     | 4:08,719 min | Halbfinale |
| 3     | Pablo Martínez       | Spanien     | 4:09,102 min |            |
| 4     | Wladislaw Tschebotar | ROC         | 4:18,517 min |            |
| 5     | Cayetano García      | Spanien     | 4:31,929 min |            |
| 6     | Takanori Tōme        | Japan       | 4:38,546 min |            |
| 7     | Joaquim Lobo         | Mosambik    | 5:04,687 min |            |

### Halbfinale

#### Lauf 1
| Platz | Kanute          | Nation     | Zeit         | Bemerkung |
| ----- | --------------- | ---------- | ------------ | --------- |
| 1     | Adrien Bart     | Frankreich | 4:04,026 min | A-Finale  |
| 2     | Liu Hao         | China      | 4:04,196 min | A-Finale  |
| 3     | Martin Fuksa    | Tschechien | 4:04,220 min | A-Finale  |
| 4     | Fernando Jorge  | Kuba       | 4:04,725 min | A-Finale  |
| 5     | Pawlo Altuchow  | Ukraine    | 4:05,857 min | B-Finale  |
| 6     | Cătălin Chirilă | Rumänien   | 4:09,397 min | B-Finale  |
| 7     | Wiktor Głazunow | Polen      | 4:09,876 min | B-Finale  |
| 8     | Jurij Wandjuk   | Ukraine    | 4:20,098 min | B-Finale  |

#### Lauf 2
| Platz | Kanute                 | Nation      | Zeit         | Bemerkung |
| ----- | ---------------------- | ----------- | ------------ | --------- |
| 1     | Isaquias Queiroz       | Brasilien   | 4:05,579 min | A-Finale  |
| 2     | Serghei Tarnovschi     | Moldau      | 4:06,635 min | A-Finale  |
| 3     | Conrad-Robin Scheibner | Deutschland | 4:08,503 min | A-Finale  |
| 4     | Zheng Pengfei          | China       | 4:09,139 min | A-Finale  |
| 5     | Balázs Adolf           | Ungarn      | 4:09,177 min | B-Finale  |
| 6     | José Ramón Pelier      | Kuba        | 4:09,696 min | B-Finale  |
| 7     | Sebastian Brendel      | Deutschland | 4:11,413 min | B-Finale  |
| 8     | Connor Fitzpatrick     | Kanada      | 4:12,609 min | B-Finale  |

### Finale

#### B-Finale
Anmerkung: Gefahren wurde hier um die Plätze neun bis sechzehn, das heißt, der Sieger des B-Finales José Ramón Pelier wurde insgesamt Neunter usw.
| Platz | Kanute             | Nation      | Zeit         | Bemerkung |
| ----- | ------------------ | ----------- | ------------ | --------- |
| 1     | José Ramón Pelier  | Kuba        | 4:02,915 min |           |
| 2     | Sebastian Brendel  | Deutschland | 4:03,723 min |           |
| 3     | Cătălin Chirilă    | Rumänien    | 4:03,973 min |           |
| 4     | Pawlo Altuchow     | Ukraine     | 4:04,098 min |           |
| 5     | Wiktor Głazunow    | Polen       | 4:04,463 min |           |
| 6     | Connor Fitzpatrick | Kanada      | 4:06,043 min |           |
| 7     | Balázs Adolf       | Ungarn      | 4:07,613 min |           |
| 8     | Jurij Wandjuk      | Ukraine     | 4:10,910 min |           |

#### A-Finale
| Platz | Kanute                 | Nation      | Zeit         | Bemerkung |
| ----- | ---------------------- | ----------- | ------------ | --------- |
| 1     | Isaquias Queiroz       | Brasilien   | 4:04,408 min |           |
| 2     | Liu Hao                | China       | 4:05,724 min |           |
| 3     | Serghei Tarnovschi     | Moldau      | 4:06,069 min |           |
| 4     | Adrien Bart            | Frankreich  | 4:06,171 min |           |
| 5     | Martin Fuksa           | Tschechien  | 4:08,755 min |           |
| 6     | Conrad-Robin Scheibner | Deutschland | 4:13,725 min |           |
| 7     | Fernando Jorge         | Kuba        | 4:13,918 min |           |
| 8     | Zheng Pengfei          | China       | 4:14,048 min |           |